# Černé sedlo
Černé sedlo (polsky Czarna Przełęcz) je horské sedlo v Krkonoších ležící v nadmořské výšce 1348 metrů.

## Poloha
Sedlo se nachází v hlavním hřebeni Krkonoš ve Slezském hřbetu, jižně od Černého kotle protékaného potokem Wrzosówka a severně od Medvědího dolu protékaného Medvědím potokem, na hranici mezi Polskem a Českou republikou, na území Krkonošského národního parku.
Sedlo je viditelné v terénu, odděluje na západě ležící masiv Velkého Šišáku (1410 m) od Mužských kamenů (1417 m) na východě. Stejně jako uvedené hory je budováno granity krkonošsko-jizerského plutonu. Je obklopeno rozsáhlými horskými kosodřevinami.

## Zajímavosti
Na východním křídle sedla stojí pomník českého novináře Rudolfa Kalmana, který zde v zimě roku 1929 tragicky zahynul.
Sedlem prochází rozvodnice mezi úmořím Severního a Baltského moře.

## Turistické trasy
Přes sedlo procházejí turistické trasy:
- Červená turistická trasa – červené turistické značení Hlavní sudetské magistrály vede ze Szklarské Poręby do Karpacze a dále, prochází zhruba po hřbetnici,[1]
- Modrá turistická trasa – modrá trasa vede z Jagniątkowa k Martinově boudě po západním křídle sedla, pod východním úbočím Velkého Šišáku.
- V místě křížení tras se nachází útulna Pod Smělcem.